# Kirby: Triple Deluxe
Kirby: Triple Deluxe (星のカービィ トリプルデラックス, Hoshi no Kābi: Toripuru Derakkusu) est un jeu de plates-formes de la série Kirby. Il a été annoncé le 1er octobre 2013 lors d'un Nintendo Direct. Il est sorti sur Nintendo 3DS le 11 janvier 2014 au Japon et en mai 2014 en Amérique du Nord et en Europe. Le jeu est ressorti par la suite le 13 octobre 2017 sous la gamme Nintendo Select. Ce jeu est le premier Kirby à sortir sur 3DS.

## Trame
Kirby vit une journée normale où il pèche, vole dans le ciel, mange et chevauche son étoile warp. Alors qu'il dort, une graine tombe du ciel et une gigantesque tige appelée tige des rêves commence à pousser, emportant la maison de Kirby et le château du roi Dadidou. Le lendemain, Kirby se réveille dans un monde situé dans le ciel appelé Floralia. Dans le château du roi Dadidou, Kirby tombe sur Taranza, un être à six bras qui s'en prend à Dadidou et ses gardes, avant de l'enlever. Kirby grimpant la tige des rêves, part à la poursuite de Taranza pour sauver le roi Dadidou.
Durant son chemin, Kirby traverse différentes régions de Floralia, toutes se terminant par un combat contre un boss ensorcelé par Taranza. Il y a dans l'ordre :
- La féérie fantastique, une prairie où le boss est Wispy Flower, une fleur transformée en arbre faisant référence à Wispy Wood ;
- Les lieux ludiques, un terrain de jeux où le boss est Paintra, un sorcier sorti d'un tableau rappelant Crayona ;
- L'empire enchanté, une zone montagneuse où le boss est Kracko, nuage cyclopéen très connu des fans de la série ;
- L'univers ubuesque, une jungle rappelant les aztèques où le boss est Krotal, une statue de serpent animée ;
- Les rocher rocambolesques, une zone volcanique ou le boss est Crameau, un crapaud de feu.

Une fois que Kirby a récupéré les grandes gemmes solaires de chaque région et fait pousser la tige des rêves suffisamment haut, Kirby entre dans le château où Taranza se dirigeait et libère les habitants de Floralia emprisonnés. Ayant finalement atteint Taranza, il révèle que la tige des rêves a été lancée par les habitants de Floralia dans le but d'appeler à l'aide Kirby pour que ce dernier les libère de Sectonia, reine autoproclamée de Floralia  opprimant les habitants du ciel avec cruauté. Convaincu que Dadidou est Kirby, Taranza l'hypnotise avec un masque et lui ordonne d'attaquer Kirby mais ce dernier, après un combat intense, parvient à libérer Dadidou de l'influence de Taranza. Comprenant que Kirby est le véritable héros de Dreamland, Taranza appelle la reine Sectonia mais cette dernière l'éjecte du château pour ne pas avoir réussi à capturer Kirby et affronte Kirby mais ce dernier bat Sectonia. Dadidou, ayant repris connaissance, félicite Kirby mais Sectonia, voulant dominer la planète popstar tout entière dans un délire mégalomaniaque, fusionne avec la tige des rêves et se transforme en un gigantesque monstre ressemblant à une fleur. Elle répand ses vignes partout sur Popstar et s'en sert pour empêcher quiconque s'approcher d'elle. Avec l'aide des habitants de Floralia, Kirby parvient en servant de projectile à un canon à détruire les fleurs parasites de Sectonia et ouvrir une brèche dans ses vignes pour l'affronter une nouvelle fois elle et ses fleurs parasites. Croyant l'avoir définitivement vaincue, Kirby se fait immobiliser par une des vignes de Sectonia et appelle à l'aide. Dadidou aidé par Taranza, parvient à libérer Kirby et Taranza ayant trouvé un fruit magique, Dadidou lance Kirby sur ce fruit pour qu'il ait le pouvoir méganova et affronte une dernière fois Sectonia en lui avalant le rayon qu'elle lui lance et le lui recracher sur elle. Sectonia définitivement vaincue, Kirby et Dadidou sont sauvés d'une chute mortelle par les habitants de Floralia et Taranza et assistent à la floraison de la tige des rêves qui devient un lieu fixe de Dreamland.

### Scènes optionnelles
à la fin de l'aventure de Dadidou, Dadidou, après avoir vaincue la reine Sectonia DX, une version plus dure de Sectonia, un miroir apparait et y sort une version maléfique de Dadidou, Dadidou ombre mais le vrai Dadidou vainc son clone maléfique et se fait ensuite aspirer par le miroir. Se retrouvant dans le même endroit où dark Meta knigt a été affronté dans kirby et le labyrinthe des miroirs, Dadidou affronte la version sombre de Meta knigt venue se venger et Dadiou parvient à vaincre dark Meta knigt ce qui le renvoie  dans le miroir d'où il venait. Dadidou détruit ensuite le miroir. À la fin de l'arène ultime, Sectonia prend les fruits miracles que ses fleurs parasites ont avalés et devient Sectonia fleurie, une version plus dure d'elle même avec de nouvelles attaques. Vaincue et ne se souvenant plus de sa véritable forme, sa folie empire et elle sort de la tige des rêves. Elle lance pendant le combat des attaques similaires à celles de max et crayonna. Vaincue, Sectonia explose dans un torrent de pétales bleues et l'une d'entre elles tombe lentement.

## Système de jeu
Ce jeu reprend la manière de jouer de Kirby's Adventure Wii. Le joueur dirige Kirby à travers plusieurs mondes. Lorsque Kirby avale certains ennemis, il copie leurs capacités et peut ainsi utiliser de nouveaux pouvoirs. Chaque monde dispose d'un thème différent et sont divisés en plusieurs étapes, dont l'étape finale est un combat de boss. Dans chacun d'entre eux se cachent des Gemmes Solaires que Kirby doit collecter afin de continuer sa progression. Une des nouveautés de cet opus est l'utilisation d'un arrière-plan. Le joueur est donc amené parfois à passer en arrière-plan pour pouvoir continuer son avancée dans le niveau. À la fin de chaque niveau, le joueur joue à un mini-jeu dans lequel Kirby est propulsé par canon. Le joueur dispose d'une jauge et doit appuyer sur le bouton A au bon moment afin de propulser Kirby le plus loin possible. Plus Kirby va loin, plus les récompenses obtenues seront conséquentes.
Après les capacités-ultimes de l'épisode Wii, cet épisode introduit un nouveau pouvoir. Lorsque Kirby attrape le fruit d'une tige de haricot magique, il se transforme en Kirby Méganova et peut aspirer les éléments du décor les plus imposants pour se frayer un chemin.

### Modes de jeu
Kirby: Triple Deluxe contient trois modes différents. Le premier est le mode histoire dans lequel le joueur doit trouver des porte clés rares (attention certains sont très bien cachés), dans lequel Kirby doit parcourir différents mondes afin de sauver le Roi DaDiDou de Taranza. Le second est le combat de Kirby. Dans celui-ci, le joueur choisi un pouvoir de Kirby qu'il va ensuite faire combattre contre d'autres Kirby dans différents stages. Ce mode rappelle le principe de la série Super Smash Bros.. Enfin, le troisième mode est le mode Tam-Tam DaDiDou. Le joueur y contrôle le Roi DaDiDou et doit amasser le plus de pièces possible en sautant sur les tambours en rythme avec la musique.
En terminant l'aventure principale, le joueur débloque les modes arène et plus tard arène ultime dans lesquels il peut ré-affronter tous les boss du jeu de l'aventure Kirby et DaDiDou. Ainsi que l'aventure de DaDiDou où il refait l'aventure en contrôlant le roi DaDiDou et a pour seul pouvoir marteau, dans cette aventure fascinante le roi DaDiDou affronte des boss DX (plus tard retrouvés dans l'arène ultime) et à la fin de cette aventure pleine d'action une petite surprise attend le joueur dans le menu du jeu, .

### Transformations de Kirby
Pour se transformer, Kirby doit soit aspirer un ennemi, soit toucher un socle de transformation. Le pouvoir obtenu dépend du type d'ennemi qu'il a aspiré. En plus des transformations déjà existantes, cet opus en introduit quatre nouvelles : Archer, Cirque, Clochette et Scarabée.
| Aiguille  | Aile   | Archer   | Bombe     | Cirque    |
| Clochette | Combat | Épée     | Étincelle | Feu       |
| Feuille   | Foudre | Fouet    | Glace     | Lance     |
| Marteau   | Micro  | Ninja    | Parasol   | Rayon     |
| Rocher    | Roue   | Scarabée | Sommeil   | Trancheur |

### Connectivité
Kirby: Triple Deluxe propose aux joueurs de se connecter ensemble. Ainsi, jusqu'à quatre joueurs peuvent jouer au mode combat de Kirby. De plus, le jeu prend en charge la fonction StreetPass. Cela influe sur le jeu, par exemple le type de nourriture donné par Bandana Waddle Dee au joueur avant un combat contre un boss.

## Accueil
- Canard PC : 7/10[4]